# Tibetaans Jeugdcongres
Het Tibetaans Jeugdcongres is een Tibetaanse niet-gouvernementele organisatie (NGO) die zich richt op de verdediging van de Tibetaanse zaak. Voor het TYC is dat het herstel van de volledige onafhankelijkheid van Tibet. De organisatie is opgericht op 7 oktober 1970 in McLeod Ganj bij Dharamsala, India, in het bijzijn van dalai lama Tenzin Gyatso. Een van de oprichters was onder andere zijn zus, Jetsün Pema die van 1964 tot 2006 boegbeeld was van de Tibetan Children's Villages. Het congres telt 77 regionale afdelingen in India, Noorwegen, Frankrijk, Zwitserland, Verenigde Staten, Canada, Australië, Japan, Nepal, Bhutan en Taiwan.
Bij de oprichting waren verschillende bestuurleden al rond hun dertigste, waarvan sommigen tot in hun zestigste hun functie behielden.
De belangrijkste doelen van het congres zijn:
1. Het dienen van Tibet en zijn volk onder de leiding van de dalai lama, de geestelijk en bestuurlijk leider van Tibet.
2. Het adverteren en beschermen van de nationale eenheid en integriteit door af te zien van alle verschillen tussen religie, regionale afkomst of status.
3. Het werken voor het behoud en promotie van de religie en Tibet's unieke cultuur en tradities.
4. Het strijden voor de totale onafhankelijkheid van Tibet, zelfs wanneer dat iemands leven kost.[2]

Vanwege het wegblijven van progressie in de besprekingen tussen de Communistische Partij van China en de Tibetaanse regering in ballingschap organiseerde de TYC enkele hongerstakingen in New Delhi, India, in 1998 die op de Verenigde Naties was gericht. Hierbij zette activist Thupten Ngodup zichzelf in brand. Deze werd uiteindelijk met geweld door de Indiase politie beëindigd.
Negen jaar later, van 8 juli tot 9 augustus 2007 werd de actie onder voorzitterschap van Tsewang Rigzin nogmaals herhaald, waarbij de acties gericht waren tegen China. Deze werd uiteindelijk beëindigd na een sterk appel van de dalai lama zelf en de interventie van diens broer Gyalo Döndrub.